# B. M. Croker

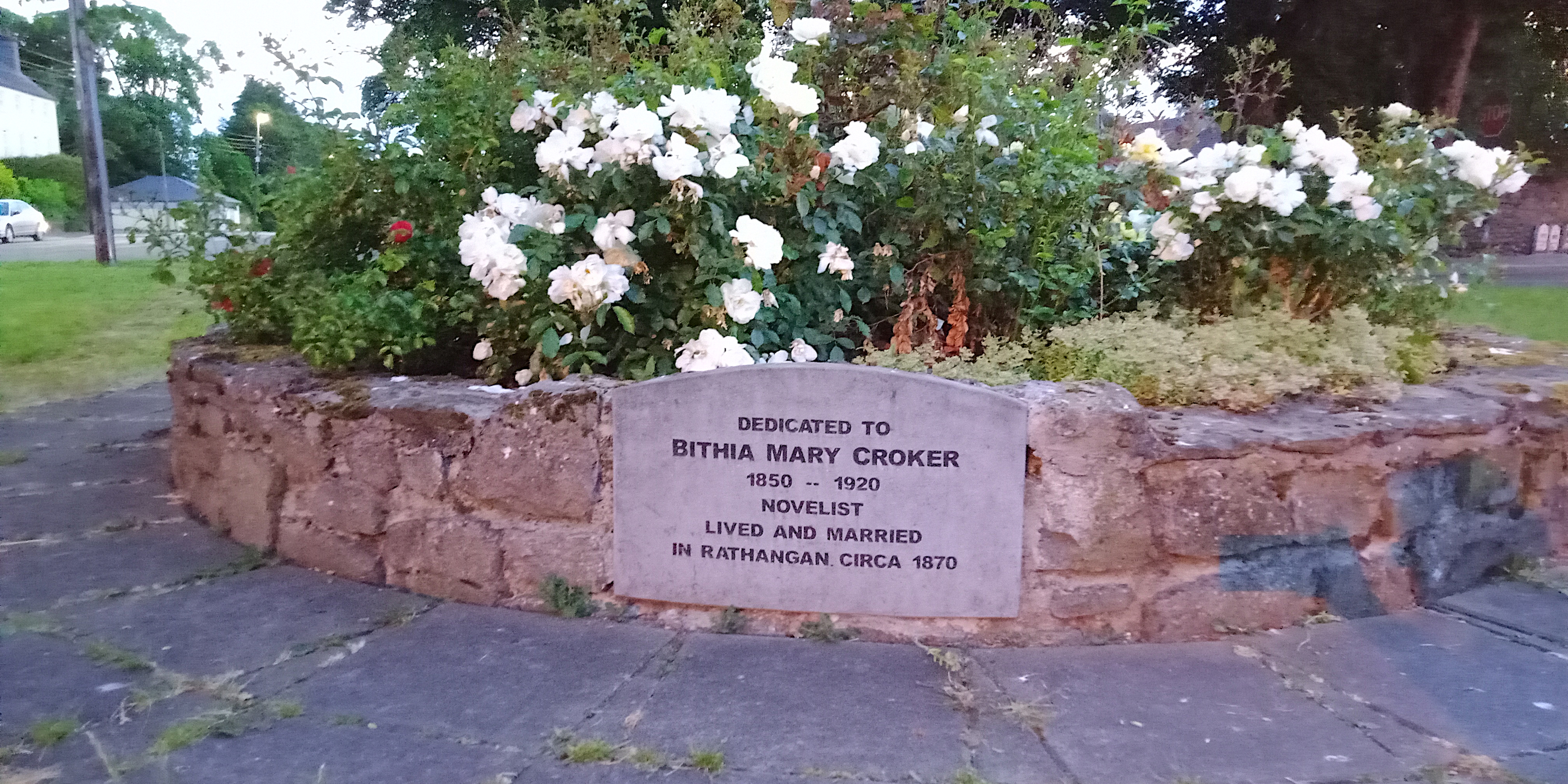
Gedenkstein für Bithia Mary Croker in Rathangan mit falschem Geburtsjahr 1850 (Foto von 2023)

Bithia Mary Croker (geboren als Bithia Mary Sheppard, * 28. Mai 1847 in Warrenpoint, Nordirland; † 20. Oktober 1920 in London) war eine erfolgreiche irische Schriftstellerin, deren Werke oft in Britisch-Indien spielten.

## Leben
Bithia Mary Croker wurde 1847 in Warrenpoint im County Down in Nordirland geboren. Ihr Geburtsjahr war lange nicht öffentlich bekannt, sodass auch spätere Jahre kursieren. Sie war die Tochter von Reverend William Sheppard, dem Vorsteher der Kilgefin Church im County Roscommon in Irland, und Bithia Mary Sheppard (geb. Watson, ca. 1819–1911). Ihr Bruder William Harry Cope Sheppard (1848–1906) wurde später Präsident des Dubliner Rugby-Union-Vereines Wanderers F. C. Sie verbrachte Teile ihrer Kindheit in Roscommon und war leidenschaftliche Reiterin. Ihr Vater starb 1855 nach langwieriger Krankheit, als sie acht Jahre alt war.
Mit 24 Jahren heiratete sie 1871 Lieutenant John Stokes Croker (geb. 1844 in Dromkeen, County Limerick) von den Royal Munster Fusiliers (British Army). Nach dem Indischen Aufstand von 1857 war das Regiment wieder in der Heimat stationiert. Bald nach ihrer Eheschließung ging sie zusammen mit ihrem Ehemann nach Madras, später ließen sie sich in Bengalen nieder. Ihr einziges Kind Eileen wurde im Dezember 1872 in Bangalore geboren und im Januar 1873 in Madras getauft. Eileen heiratete später Albert Edward Whitaker und wurde zum MBE ernannt. 
Croker verbrachte in Summe 14 Jahre in Britisch-Indien. Mit dem Schreiben begann sie als Zeitvertreib, als es im Sommer in der Hill Station Wellington an den Nilgiri-Bergen zu heiß war, das Haus zu verlassen.
Als ihr Ehemann 1892 in den Ruhestand ging, kehrten sie nach Irland zurück und ließen sich in Shankill südlich von Dublin nieder. Die letzten Jahre ihres Lebens verbrachten sie in Folkestone in der Grafschaft Kent. Ihr Mann verstarb 1911. Croker starb 1920 in London und wurde wie ihr Mann in Folkestone begraben.

## Rezeption
1882 debütierte Croker mit ihrem anonym erschienenen Roman Proper Pride (deutsch: Berechtigter Stolz?) erfolgreich. Ihr zweiter Roman Pretty Miss Neville erschien ein Jahr darauf schon unter dem Namen B. M. Croker, der ihr Geschlecht offenließ, und bis zu ihrem Tod folgte im Durchschnitt jedes Jahr ein neues Werk. Im Laufe ihres literarischen Lebens verfasste sie 42 Romane und 7 Bände mit Erzählungen und Short Storys. 17 ihrer Romane spielen in Indien, aber auch andere Regionen des Empires wie Australien, Ägypten oder das Mittelmeer bezog sie in ihre Romanwelt ein. Nach Crokers Rückkehr nach Europa mit 45 Jahren war ein wiederholter Schauplatz ihrer Werke Irland (rund 10 Bücher). Neben abenteuerlichen Romanzen schrieb sie auch Geschichten mit übernatürlichen Elementen der Schauerliteratur.
In der beliebten Romanreihe Engelhorns allgemeine Romanbibliothek (1884–1930) war B. M. Croker mit 31 Werken die meistveröffentlichte Autorin vor Richard Voß (25) und Georges Ohnet (21).

## Werke
Romane
- Proper Pride. Tinsley Brothers, London 1882.
  - deutsch: Berechtigter Stolz? Engelhorn, Stuttgart 1900 (2 Bde.).
- Pretty Miss Neville. Tinsley Brothers, London 1883.
  - deutsch: Die hübsche Miß Neville. Engelhorn, Stuttgart 1886 (2 Bde.).
- Some One Else. 1885.
  - deutsch: Irgend ein Anderer. Engelhorn, Stuttgart 1891 (2 Bde.).
- A Bird of Passage. Sampson, Low, Marston, London 1887.
  - deutsch: Ein Zugvogel. Engelhorn, Stuttgart 1892 (2 Bde.).
- Diana Barrington. A Romance of Central India. 1888.
  - deutsch: Diana Barrington. Engelhorn, Stuttgart 1890 (2 Bde.).
- Two Masters. White Press, London 1890.
  - deutsch: Zwei Herren. Engelhorn, Stuttgart 1895 (2 Bde.).
- Interference. Chatto & Windus, London 1891.
  - deutsch: Unerwartet. Engelhorn, Stuttgart 1893 (2 Bde.).
- A Family Likeness. A Sketch in the Himalayas. Unwin, London 1922. 
  - deutsch: Eine Familienähnlichkeit. Engelhorn, Stuttgart 1896 (2 Bde.).
- A Third Person. Chatto & Windus, London 1894.
  - deutsch: Eine dritte Person. Engelhorn, Stuttgart 1896 (2 Bde.).
- Mr Jervis. Chatto & Windus, London 1894.
  - deutsch: Ein Millionär. Engelhorn, Stuttgart 1898 (2 Bde.).
- Married or Single? Chatto & Windus, London 1895.
  - deutsch: Verheiratet oder ledig? Engelhorn, Stuttgart 1900 (2 Bde.).
- The Real Lady Hilda. A Sketch. Chatto & Windus, London 1896.
  - deutsch: Lady Hildegard. Engelhorn, Stuttgart 1897.
- Beyond the Pale. 1897.
- Miss Balmaine's Past. Chatto & Windus, London 1898.
  - deutsch: Miß Balmaines Vergangenheit. Engelhorn, Stuttgart 1899 (2 Bde.).
- Peggy of the Bartons. Tauchnitz, Leipzig 1904.
  - deutsch: Die Dorfschönheit. Engelhorn, Stuttgart 1901 (2 Bde.).
- Infatuation. 1899.
- Terence. Chatto & Windus, London 1899.
  - deutsch: Eine verhängnisvolle Fahrt. Engelhorn, Stuttgart 1903.
- Angel. A Sketch in Indian Ink. Methuen, London 1913.
  - deutsch: Angelika. Engelhorn, Stuttgart 1904 (2 Bde.).
- The Cat's Paw. Tauchnitz, Leipzig 1907.
  - deutsch: Die Katzenpfote. Engelhorn, Stuttgart 1904 (2 Bde.).
- Johanna. 1903.
- The Happy Valley. Tauchnitz, Leipzig 1905.
  - deutsch: Das glückliche Tal. Engelhorn, Stuttgart 1906.
- Her Own People. Hurst & Blackett, London 1905.
  - deutsch: Ihre Familie. Engelhorn, Stuttgart 1907 (2 Bde.)
- A Nine Days' Wonder. Tauchnitz, Leipzig 1906.
  - deutsch: Mary am Gittertor. Engelhorn, Stuttgart 1908 (2 Bde.) Kulturelle Verlagsgesellschaft, Berlin 1936.
- The Youngest Miss Mowbray. Tauchnitz, Leipzig 1906.
  - deutsch: Die jüngste Miss Mowbray. Engelhorn, Stuttgart 1909.
- The Company's Servant. A Romance of Southern India. Tauchnitz, Leipzig 1908 (2 Bde.)
  - deutsch: Entgleist. Eine romantische Erzählung aus dem südlichen Indien. Engelhorn, Stuttgart 1910.
- The Spanish Necklace. Chatto & Windus, London 1907.
  - deutsch: Das spanische Halsband. Engelhorn, Stuttgart 1908 (2 Bde.)
- Katherine the Arrogant. London 1909.
  - deutsch: Die stolze Katharina. Engelhorn, Stuttgart 1911.
- Babes in the Wood. A Romance in the Jungles. Tauchnitz, Leipzig 1910.
  - deutsch: Waldkinder. Eine romantische Erzählung aus den Dschungeln Indiens. Engelhorn, Stuttgart 1914.
- Fame. Tauchnitz, Leipzig 1910.
  - deutsch: Ruhm. Engelhorn, Stuttgart 1912.
- A Rolling Stone. Tauchnitz, Leipzig 1911.
  - deutsch: Der rollende Stein. Engelhorn, Stuttgart 1919.
- The Serpent's Tooth. Tauchnitz, Leipzig 1912.
  - deutsch: Der Giftzahn. Engelhorn, Stuttgart 1921.
- In Old Madras. 1913.
- Lismoyle. An Experiment in Ireland. Tauchnitz, Leipzig 1914.
  - deutsch: Schloss Lismoyle. Aufwärts-Verlag, Berlin 1938.
- Quicksands. 1915.
- Given in Marriage. 1916.
- The Road to Mandalay. A Tale of Burma. 1917.
- A Rash Experiment. 1917.
- Bridget. 1918.
- The Pagoda Tree. 1919.
- Blue China. 1919.
- The Chaperon. 1920.
- The House of Rest. 1921.

Erzählbände
- To Let, etc. 1893.
- Village Tales and Jungle Tragedies, etc. 1895.
  - Wiederveröffentlicht als Jungle Tales. 1913.
- In the Kingdom of Kerry and Other Stories. 1896.
- Jason and Other Stories. Chatto & Windus, London 1899. 
  - deutsch: Die Spinne und andere Geschichten. Engelhorn, Stuttgart 1902.
- A State Secret and Other Stories. 1901.
  - deutsch: Das stolze Mädchen und andere Erzählungen. Engelhorn, Stuttgart 1904.
- The Old Cantonment, with Other Stories of India and Elsewhere. 1905.
  - deutsch: Ein verlorener Posten und andere Geschichten. Engelhorn, Stuttgart 1918.
- Odds and Ends. 1919.